# Zespół TORCH
Zespół TORCH (ang. TORCH syndrome) – charakterystyczny zespół objawów   wrodzonego zakażenia u noworodków. Choć jest on wywoływany przez różne drobnoustroje, obraz kliniczny poszczególnych fetopatii jest bardzo podobny. Nazwa TORCH jest akronimem pochodzącym od angielskich nazw czynników zakaźnych, które go wywołują:
- Toxoplasmosis – toksoplazmoza
- Other – inne (ospa wietrzna, wirus B19)
- Rubella – różyczka
- Cytomegalovirus – cytomegalia
- Herpes simplex – wirus opryszczki

Niekiedy spotyka się też określenie zespołu TORCHES albo zespołu STORCH, gdzie S oznacza kiłę (syphilis).
Najnowszym patogenem, który został zidentyfikowany jako przyczyna TORCH jest wirus Zika.

## Częstość występowania
Częstość występowania zakażeń z grupy TORCH ocenia się na 0,5 do 2,5%.

## Objawy
Większość zakażeń wrodzonych przebiega bezobjawowo, a pojawiające się w kolejnych dniach objawy mogą dotyczyć różnych narządów i układów:
- niedobór masy ciała spowodowany wcześniactwem lub wewnątrzmaciczne zahamowanie wzrostu (IUGR)
- wzmożone lub osłabione napięcie mięśniowe
- niedokrwistość, małopłytkowość, neutropenia
- Hepatosplenomegalia
- Żółtaczka
- Powiększenie węzłów chłonnych
- Zapalenie płuc
- Uszkodzenie skóry i błon śluzowych
  - wybroczyny
  - pęcherzyki
  - wysypka grudkowo-rumieniowa
- Uszkodzenie układu nerwowego
  - zapalenie opon mózgowo-rdzeniowych
  - mikrocefalia
  - wodogłowie
  - zwapnienia wewnątrzczaszkowe
  - porażenia
  - uszkodzenie słuchu
- Zaburzenia układu krążenia
  - zapalenie mięśnia sercowego
  - wady wrodzone serca
- Zmiany kostne
- Zaburzenia narządu wzroku
  - jaskra
  - zapalenie siatkówki
  - zaćma
  - zanik nerwu wzrokowego
  - małoocze
  - zapalenie jagodówki
  - zapalenie spojówki lub rogówki